# Слон и Пеночка
«Слон и Пеночка» — советский короткометражный кукольный мультфильм 1986 года выпуска режиссёра Натана Лернера. Пародия на сказки Доктора Сьюза про слона Хортона

## Сюжет
Мультфильм о трогательной дружбе маленькой Пеночки и большого Слона, который в тёплых краях с нетерпением ждёт ежегодного прилета любимой птички. Перелетная птичка Пеночка, каждую осень улетает зимовать в теплые края, чтобы весной вернуться в родные края. А забавный Слон считает, что Пеночка ежегодно возвращается к нему.

## Съёмочная группа
- Автор сценария — Марина Вишневецкая
- Режиссёр — Натан Лернер
- Художник-постановщик — Юрий Исайкин
- Композитор — Михаил Меерович
- Оператор — Евгений Туревич
- Звукооператор — Виталий Азаровский
- Мультипликаторы: Людмила Африна, Алла Гришко, Павел Петров
- Куклы изготовили: Валерий Петров, Надежда Лярская, Елена Покровская, Анатолий Кузнецов, Анатолий Гнединский (в титрах указан как Г. Гнединский), Любовь Доронина, Александра Мулюкина
- Ассистенты:
  - художника — Татьяна Великород
  - оператора — Андрей Пучнин
- Монтажёр — Татьяна Моргунова
- Редактор — Алиса Феодориди
- Директор — О. Забелина
- Роли озвучивали:
  - Алексей Петренко — Слон
  - Лариса Удовиченко — Пеночка
  - Светлана Харлап — Обезьянка
  - Людмила Соколенко — вокал